# Kurduvadi
Kurduvadi, est une ville du district de Solapur dans l'État indien du Maharashtra. Lors du recensement de l'Inde de 2011, sa population s'élève à 22 463 habitants.